# Philip C. Jessup International Law Moot Court Competition
La Philip C. Jessup International Moot Court Competition, nota anche come Jessup Competition, è la più grande e più prestigiosa competizione di diritto internazionale pubblico del mondo alla quale partecipano ogni anno più di 700 università provenienti da circa 90 paesi. La competizione viene organizzata ogni anno dall’International Law Students Association, un’organizzazione non-governativa che si occupa di promuovere lo studio del diritto internazionale portando avanti una serie di attività indirizzate alla formazione didattica e professionale di studenti universitari iscritti a corsi di studio in Giurisprudenza ed affini.
Fra queste, la Jessup Competition è una competizione avente ad oggetto una simulazione processuale in lingua inglese, nella quale squadre di studenti rappresentanti la propria università di appartenenza si affrontano nello studio di un caso che simula una controversia fra Stati davanti alla Corte internazionale di giustizia, l’organo giudiziario delle Nazioni Unite.

## Storia della competizione
La prima edizione della Jessup Competition, ai tempi chiamata semplicemente 'International Law Moot', si svolse nel 1960 come esercizio di simulazione processuale fra studenti iscritti alla Harvard University. Con l'estendersi della partecipazione ad altre università, primi vincitori ufficiali della competizione vennero proclamati nel 1963. Nello stesso anno, la competizione prese il nome da Philip C. Jessup, diplomatico e giurista statunitense, rappresentate alla Corte internazionale di giustizia dal 1961 al 1970. 
La competizione venne aperta ad università non-statunitensi nel 1968, per assumere poi dimensione globale a partire dal 1971.
Per la prima volta dalla sua istituzione, le fasi internazionali della competizione 2020 non hanno avuto luogo a causa dell'emergenza internazionale legata alla diffusione del virus COVID-19. Una cerimonia di premiazione per le migliori memorie scritte si è svolta online, ma le Jessup Cup 2020 non è stata assegnata.

## Formato della competizione
Il modello didattico proposto della Jessup Competition si articola in due momenti distinti ma fra loro collegati: una prima fase dedita alla preparazione di memorie scritte e una seconda fase dedita alla preparazione della difesa orale delle argomentazioni. Gli studenti, preparati autonomamente presso l’università di appartenenza, vengono giudicati per entrambe le fasi da panel di giudici composti da docenti di diritto internazionale e professionisti del settore.
Ogni università ha diritto a registrare una squadra alla competizione, composta da 5 studenti iscritti a corsi di laurea in Giurisprudenza o materie affini (scienze politiche, relazioni internazionali, cooperazione internazionale, ecc). Ogni qual volta più di un’università dello stesso paese viene iscritta alla competizione, l’International Law Students Association organizza attraverso un National Administrator delle selezioni nazionali - i National Rounds. Le università si affrontano quindi a livello nazionale, in una selezione finalizzata ad attribuire il titolo di National Champion. L’università vincitrice si aggiudica – oltre al titolo – il diritto di partecipare alla competizione internazionale che si svolge ogni anno fra la fine di marzo e i primi di aprile a Washington (USA).

## La Jessup Competition in Italia
La prima partecipazione di università italiane alla Jessup Competition è datata 2003, quando studenti in rappresentanza dell’Università Cattolica del Sacro Cuore e dell’Università degli Studi Roma Tre diedero vita ai primi Italian National Rounds. 
Fino al 2013, la competizione si è svolta presso gli uffici milanesi dello studio legale Cleary Gottlieb Steen & Hamilton, partner ufficiale della competizione italiana. A partire dal 2014, sotto il nuovo branding Jessup Italy, la competizione ha adottato un modello organizzativo itinerante, e viene oggi ospitata ogni anno da una diversa università partecipante.

### Risultati degli Italian National Rounds
| Anno | Italian National Champion        | Runner-up                                                | Best Memorial Award                      | Partecipanti | Ospiti                                         |
| ---- | -------------------------------- | -------------------------------------------------------- | ---------------------------------------- | ------------ | ---------------------------------------------- |
| 2025 | Università degli Studi di Milano | Università degli Studi di Roma 'La Sapienza'             | Università degli Studi di Milano-Bicocca | 10           | Università degli Studi di Bologna              |
| 2024 | Università degli Studi Roma Tre  | Università degli Studi di Milano-Bicocca                 | Università degli Studi di Milano-Bicocca | 10           | Università degli Studi di Napoli 'Federico II' |
| 2023 | Università degli Studi Roma Tre  | LUISS “Guido Carli”                                      | Università degli Studi Roma Tre          | 11           | Università degli Studi Roma Tre                |
| 2022 | Università degli Studi Roma Tre  | Università degli Studi della Campania "Luigi Vanvitelli" | Università Commerciale 'Luigi Bocconi'   | 9            | Virtual Rounds                                 |
| 2021 | Università di Torino             | Università degli Studi Roma Tre                          | //                                       | 8            | Virtual Rounds                                 |
| 2020 | Università degli Studi di Milano | Università degli Studi Roma Tre                          | LUISS “Guido Carli”                      | 9            | Università degli Studi di Bari                 |
| 2019 | Università degli Studi di Milano | Università di Torino                                     | Università degli Studi di Milano         | 8            | Università degli Studi di Milano               |
| 2018 | Università degli Studi di Milano | LUISS “Guido Carli”                                      | Università degli Studi di Milano         | 4            | LUISS “Guido Carli”                            |
| 2017 | LUISS “Guido Carli”              | Università degli Studi Roma Tre                          | Università degli Studi di Milano         | 8            | Università di Verona                           |
| 2016 | LUISS “Guido Carli”              | Università di Torino                                     | Università degli Studi Roma Tre          | 9            | Università di Torino                           |
| 2015 | Università di Torino             | Università degli Studi di Napoli “Federico II”           | Università di Torino                     | 8            | Seconda Università di Napoli                   |
| 2014 | Università degli Studi Roma Tre  | LUISS “Guido Carli”                                      | LUISS “Guido Carli”                      | 4            | LUISS “Guido Carli”                            |
| 2013 | Università degli Studi Roma Tre  | Università di Torino                                     | //                                       | 2            | CGSH                                           |
| 2012 | Università di Torino             | Università degli Studi Roma Tre                          | //                                       | 4            | CGSH                                           |
| 2011 | Università di Torino             | Università degli Studi Roma Tre                          | //                                       | 3            | CGSH                                           |
| 2010 | Università di Torino             | Università degli Studi Roma Tre                          | //                                       | 3            | CGSH                                           |
| 2009 | Scuola Superiore Sant’Anna       | Università di Torino                                     | //                                       | 2            | CGSH                                           |
| 2008 | Università di Torino             | //                                                       | //                                       | 1            | //                                             |
| 2007 | Università degli Studi Roma Tre  | //                                                       | //                                       | 1            | //                                             |
| 2006 | Università degli Studi Roma Tre  | Università di Teramo                                     | //                                       | 2            | CGSH                                           |
| 2005 | Università degli Studi Roma Tre  | Università di Teramo                                     | //                                       | 2            | CGSH                                           |
| 2004 | Università degli Studi Roma Tre  | European University Institute                            | //                                       | 3            | CGSH                                           |
| 2003 | Università degli Studi Roma Tre  | Università Cattolica del Sacro Cuore                     | //                                       | 2            | //                                             |

### Track Record delle squadre italiane
| Università                                               | Champion | Runner-up | Best Memorial Award | Ultima vittoria | No. Partecipazioni | Debutto |
| -------------------------------------------------------- | -------- | --------- | ------------------- | --------------- | ------------------ | ------- |
| Università degli Studi Roma Tre                          | 10       | 6         | 2                   | 2024            | 20                 | 2003    |
| Università di Torino                                     | 6        | 4         | 1                   | 2021            | 15                 | 2008    |
| Università degli Studi di Milano                         | 4        | //        | 3                   | 2025            | 11                 | 2015    |
| LUISS “Guido Carli”                                      | 2        | 3         | 2                   | 2017            | 11                 | 2014    |
| Scuola Superiore Sant’Anna                               | 1        | //        | //                  | 2009            | 2                  | 2009    |
| Università di Teramo                                     | //       | 2         | //                  | //              | 7                  | 2004    |
| Università degli Studi di Napoli “Federico II”           | //       | 1         | //                  | //              | 10                 | 2015    |
| Università degli Studi della Campania "Luigi Vanvitelli" | //       | 1         | //                  | //              | 7                  | 2014    |
| European University Institute                            | //       | 1         | //                  | //              | 1                  | 2004    |
| Università Cattolica del Sacro Cuore                     | //       | 1         | //                  | //              | 2                  | 2003    |
| Università Commerciale 'Luigi Bocconi'                   | //       | //        | 1                   | //              | 4                  | 2022    |
| Università di Verona                                     | //       | //        | //                  | //              | 6                  | 2015    |
| Università degli Studi di Roma 'La Sapienza'             | //       | 1         | //                  | //              | 4                  | 2016    |
| International University College of Turin                | //       | //        | //                  | //              | 1                  | 2016    |
| Università di Trento                                     | //       | //        | //                  | //              | 1                  | 2017    |
| Università di Messina                                    | //       | //        | //                  | //              | 1                  | 2017    |
| Università degli Studi di Milano-Bicocca                 | //       | 1         | 2                   | //              | 7                  | 2018    |
| Università degli Studi di Cagliari                       | //       | //        | //                  | //              | 5                  | 2021    |
| Università degli Studi di Bari                           | //       | //        | //                  | //              | 3                  | 2020    |
| Università degli Studi dell'Insubria                     | //       | //        | //                  | //              | 1                  | 2023    |
| Università degli Studi di Bologna                        | //       | //        | //                  | //              | 3                  | 2023    |

### Risultati delle squadre italiane agli International Rounds
| Anno | Italian Representative(s)                                      | International Ranking                 | Memorial Awards                | Best Oralists                                              | Exhibition Team                                |
| ---- | -------------------------------------------------------------- | ------------------------------------- | ------------------------------ | ---------------------------------------------------------- | ---------------------------------------------- |
| 2025 | 1st - Università degli Studi di Milano                         |                                       |                                |                                                            | Università degli Studi di Bologna              |
|      | 2nd - Università degli Studi di Roma 'La Sapienza'             |                                       |                                |                                                            |                                                |
| 2024 | Università degli Studi Roma Tre                                | 48 - Advanced Rounds                  | 100 - Combined A&R             | 99 - Matilde Giubilei 158 - Daria Zumbo                    | Università Commerciale 'Luigi Bocconi'         |
| 2023 | 1st - Università degli Studi Roma Tre                          | n.a.                                  | 77 - Combined A&R              | 46 - Pietro Salvatici 144 - Sindri Federico Garcès Lambert | //                                             |
|      | 2nd - LUISS 'Guido Carli'                                      | n.a.                                  | 100 - Combined A&R             | 167 - Carolina Moretti                                     | //                                             |
| 2022 | 1st - Università degli Studi Roma Tre                          | Top 90 - Advanced Rounds              | //                             | 103 - Gloria Allen Lord 103 - Carlo Maria Fenucciu         | Not applicable                                 |
|      | 2nd - Università degli Studi della Campania "Luigi Vanvitelli" | n.a.                                  | //                             | //                                                         |                                                |
| 2021 | Not applicable (Global Rounds)                                 | Not applicable                        | Not applicable                 | Not applicable                                             | Not applicable                                 |
| 2020 | Università degli Studi di Milano                               | Not applicable (int. round cancelled) | 40 - Combined A&R              | Not applicable                                             | Not applicable                                 |
| 2019 | Università degli Studi di Milano                               | 40                                    | //                             | //                                                         | Università degli studi di Milano-Bicocca       |
| 2018 | Università degli Studi di Milano                               | 41                                    | //                             | 81 - Martina Danesi 81 - Costanza Zaccarini                | Università degli Studi Roma Tre                |
| 2017 | LUISS “Guido Carli”                                            | 19 – Octofinals                       | //                             | 34 - Filippo Maria Pietrosanti                             | Università di Verona                           |
| 2016 | LUISS “Guido Carli”                                            | 30 – Advanced Rounds                  | 20 - Combined A&R              | 78 - Anna Chiara Amato                                     | Università degli Studi di Napoli “Federico II” |
| 2015 | Università di Torino                                           | 39                                    | //                             | //                                                         | //                                             |
| 2014 | Università degli Studi Roma Tre                                | 52                                    | 30 - Combined A&R              | 78 - Francesco Di Girolamo                                 | //                                             |
| 2013 | Università degli Studi Roma Tre                                | 28 – Advanced Rounds                  | //                             | 30 - Giulia Guagliardi                                     | Università di Torino                           |
| 2012 | Università di Torino                                           | 34                                    | //                             | 28 - Isabella Cannatà 58 - Gregorio Pettazzi               | Università degli Studi Roma Tre                |
| 2011 | Università di Torino                                           | n.a.                                  | //                             | //                                                         | //                                             |
| 2010 | Università di Torino                                           | n.a.                                  | 10 - Dillard                   | 29 - Riccardo Maggi                                        | //                                             |
| 2009 | Scuola Superiore Sant’Anna                                     | n.a.                                  | //                             | //                                                         | //                                             |
| 2008 | Università di Torino                                           | n.a.                                  | //                             | //                                                         | //                                             |
| 2007 | Università degli Studi Roma Tre                                | 49                                    | //                             | 77 - Giulia Lucchese                                       | //                                             |
| 2006 | Università degli Studi Roma Tre                                | 27                                    | 28 - Combined A&R 20 - Dillard | 90 - Valerio Picchiassi                                    | //                                             |
| 2005 | Università degli Studi Roma Tre                                | 70                                    | 14 - Combined A&R 13 - Dillard | 35 - Giorgio Rutelli 46 - Maria Vittoria Grazini           | //                                             |
| 2004 | Università degli Studi Roma Tre                                | 27                                    | 8 - Combined A&R 5 - Dillard   | //                                                         | //                                             |
| 2003 | Università degli Studi Roma Tre                                | 77                                    | //                             | //                                                         | //                                             |

## La Jessup Competition durante la pandemia da Covid-19
A poco meno di un mese dall'inizio degli International Rounds della 2020 Philip C. Jessup Competition, la fase internazionale della competizione è stata cancellata a causa del diffondersi della pandemia da Covid-19. L'International Law Students Association ha attribuito i premi per le migliori memorie, già consegnate nel mese di gennaio.
L'edizione 2021 della competizione si è svolta completamente online, con l'organizzazione dei primi Global Rounds della storia della Jessup Competition. Traendo vantaggio dal formato virtuale, tutte le università partecipanti hanno avuto l'opportunità di sfidarsi a livello mondiale, nella più grande competizione virtuale mai organizzata.

### Risultati delle squadre italiane ai Global Rounds
| Anno | Awarded Italian Teams                          | International Ranking | Memorial Awards | Best Oralists |
| ---- | ---------------------------------------------- | --------------------- | --------------- | ------------- |
| 2021 | Università degli Studi di Milano               | Top 150               | //              | //            |
|      | Università degli Studi di Napoli “Federico II” | Top 150               | //              | /             |